# Sayat
Sayat település Franciaországban, Puy-de-Dôme megyében. Lakosainak száma 2519 fő (2022. január 1.). Sayat Malauzat, Blanzat, Chanat-la-Mouteyre, Nohanent és Volvic községekkel határos.

## Népesség
A település népessége az elmúlt években az alábbi módon változott:
| Lakosok száma | 2187 | 2252 | 2331 | 2344 | 2387 | 2429 | 2472 | 2491 | 2519 |
|               | 2013 | 2015 | 2016 | 2017 | 2018 | 2019 | 2020 | 2021 | 2022 |